# Frontière entre la Barbade et la France
La frontière entre la Barbade et la France est la frontière, intégralement maritime, séparant la France, au niveau de la Martinique, et la Barbade, dans les Petites Antilles (mer des Caraïbes).

## Historique
Après trois sessions de négociations qui se sont tenues successivement à Bridgetown (capitale de la Barbade) les 31 mai et 1er juin 2006, à Paris (capitale de la France) les 23 et 24 octobre 2006, et de nouveau à Bridgetown les 21 et 22 novembre 2007, cette frontière a été définie par un accord signé à Bridgetown le 15 octobre 2009, et publié en France par un décret du 15 janvier 2010.

## Caractéristiques
Les espaces maritimes de chacun des deux pays sont délimités par la ligne située à égale distance de leur ligne de base respective ; elle joint par des arcs géodésiques les points dont les coordonnées géographiques sont les suivantes (dans le système géodésique WGS 84) :
- Zones économiques exclusives :
  - 1 : 14° 06′ 56,8″ N, 59° 59′ 45,6″ O
  - 2 : 14° 24′ 16″ N, 59° 42′ 22″ O
  - 3 : 14° 46′ 41″ N, 59° 18′ 20″ O
  - 4 : 15° 10′ 48″ N, 58° 52′ 01″ O
  - 5 : 15° 18′ 00″ N, 58° 43′ 55″ O
  - 6 : 15° 45′ 33″ N, 58° 09′ 43″ O
  - 7 : 16° 01′ 09,9″ N, 57° 33′ 06,7″ O
- Plateaux continentaux :
  - 8 : 16° 43′ 13″ N, 55° 52′ 47″ O
  - 9 : 17° 06′ 57″ N, 54° 58′ 33,6″ O

## Carte des frontières maritimes dans les Caraïbes

Délimitations des frontières maritimes dans les États et territoires des Caraïbes.